# Claino con Osteno
Claino con Osteno é uma comuna italiana da região da Lombardia, província de Como, com cerca de 527 habitantes. Estende-se por uma área de 13 km², tendo uma densidade populacional de 41 hab/km². Faz fronteira com Laino, Ponna, Porlezza, Ramponio Verna, Valsolda.

## Demografia
| Variação demográfica do município entre 1861 e 2011                               |
|                                                                                   |
| Fonte: Istituto Nazionale di Statistica (ISTAT) - Elaboração gráfica da Wikipedia |